# Лугинин, Сергей Александрович
Сергей Александрович Лугинин (24 мая 1963, Салехард — 4 августа 2025, Тюмень) — российский художник, один из ведущих мастеров косторезного искусства России, педагог, организатор культурных проектов, заслуженный художник Российской Федерации.

## Биография
Родился в Салехарде в семье медиков. В юности увлекался охотой, рыбалкой, хоккеем. Окончил сельскохозяйственный институт в Тюмени, после чего вернулся на Ямал и начал работать художником-оформителем и преподавателем изобразительного искусства в школе № 1 города Салехарда.
С 2001 по 2016 год возглавлял Окружной дом ремёсел. Под его руководством была сформирована ямальская школа резьбы по кости, объединяющая молодых мастеров. В этот период Лугинин приобрёл известность как один из ведущих косторезов России, активно выставлялся в стране и за рубежом.
Позднее переехал в Тюмень, где продолжал заниматься творчеством и выставочной деятельностью. Был инициатором создания «Косторезной комнаты России» по аналогии с Янтарной комнатой, объединяющей работы мастеров разных регионов.
Сергей Лугинин скончался во сне в ночь на 4 августа 2025 года в Тюмени. Ему было 62 года.

## Наследие
Работы Лугинина посвящены мифологии народов Севера, северной природе и быту. Они находятся в музеях и частных коллекциях по всему миру. Он также оставил значительный след в педагогике, обучая десятки молодых художников.